# Dianthidium floridiense
Dianthidium floridiense là một loài Hymenoptera trong họ Megachilidae. Loài này được Schwarz mô tả khoa học năm 1926.

## Hình ảnh

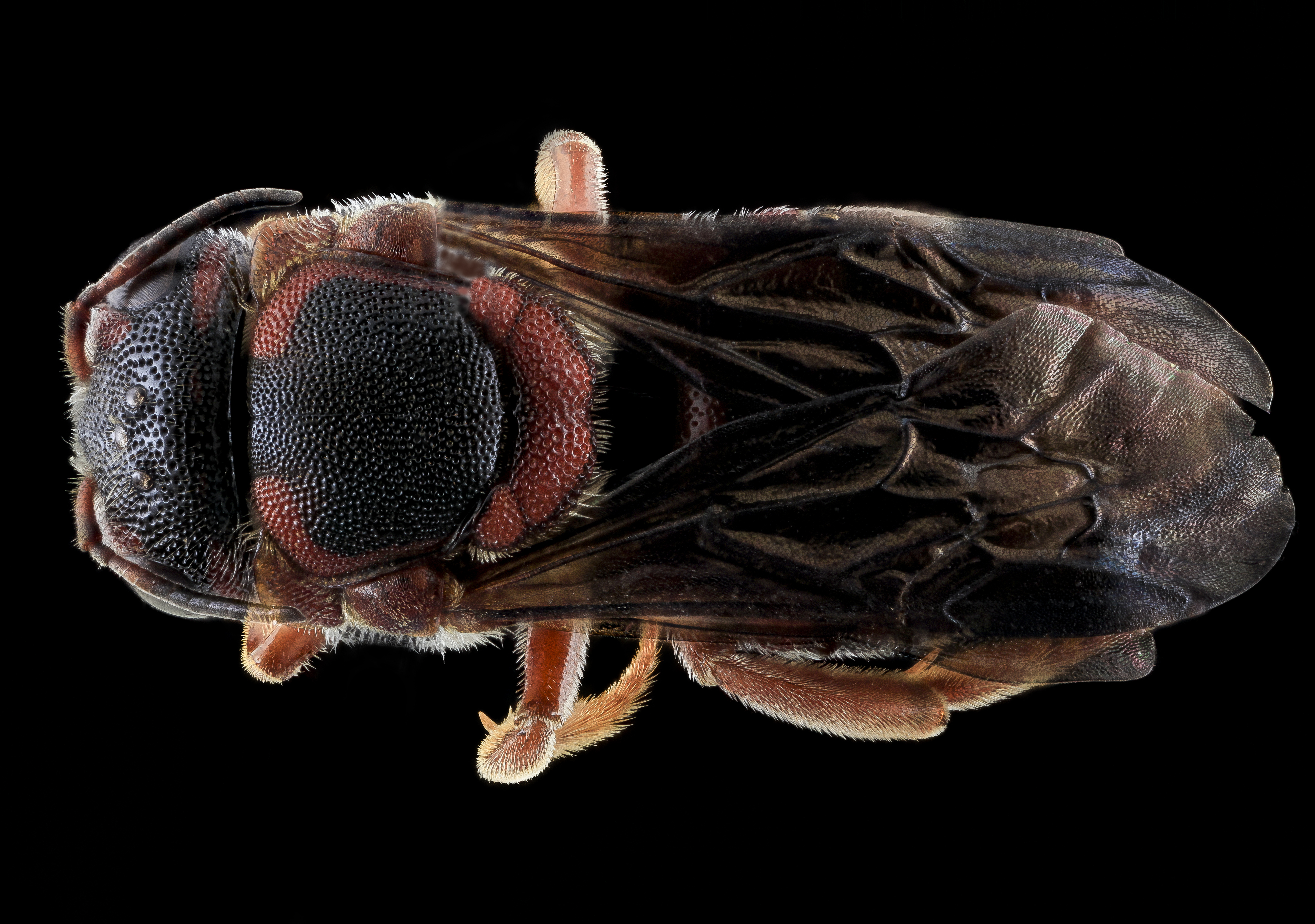
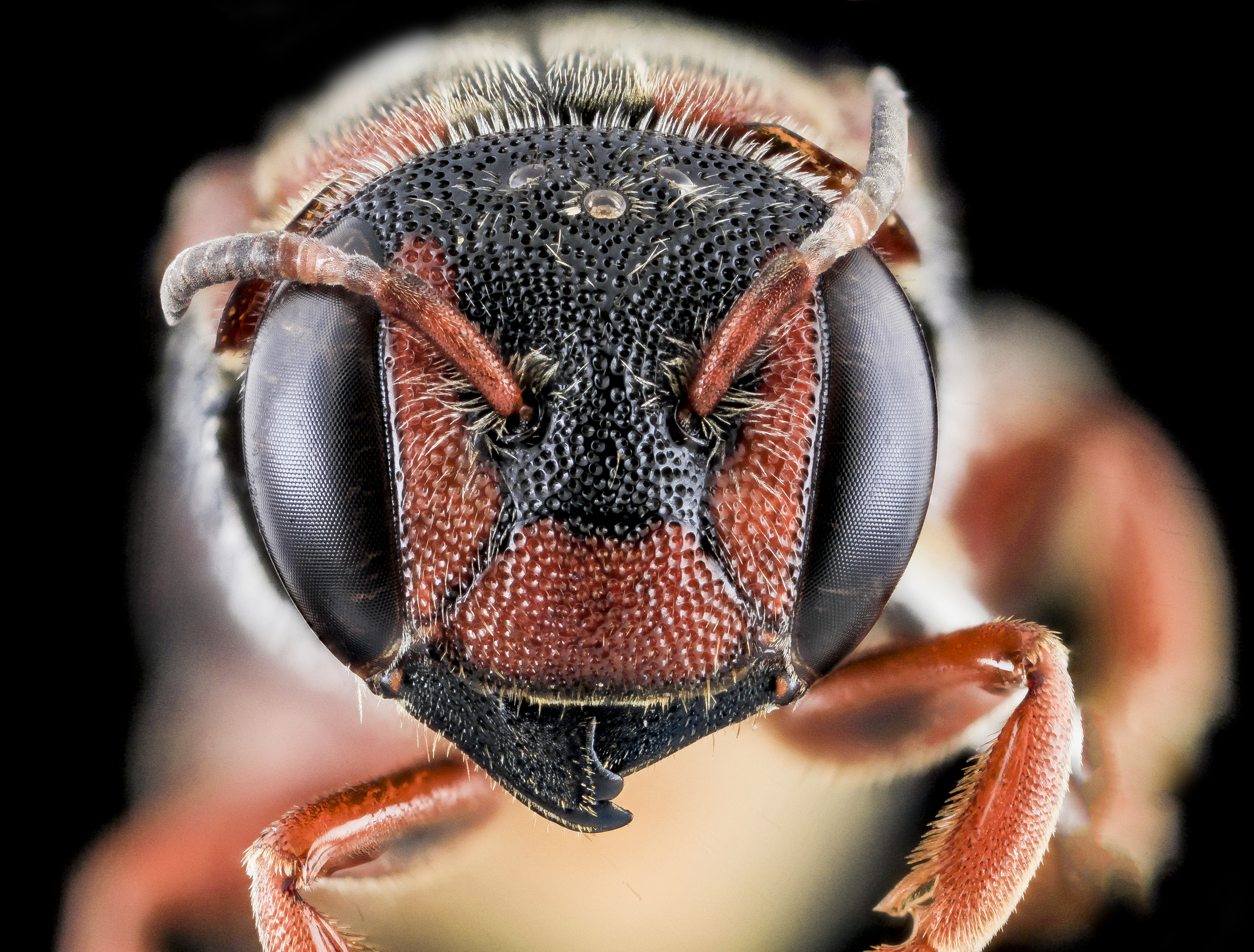